# 영국 아카데미 각색상
영국 아카데미 각색상은 매년 영국 아카데미 영화상에서 특정 영화의 각본가에게 수여되는 영화상이다. 이 상은 영화, 텔레비전, 비디오 게임 (그리고 이전에는 어린이 영화 및 텔레비전에도)에 대한 연례 시상식을 주최하는 영국 단체인 영국 영화 텔레비전 예술 아카데미(BAFTA)에서 수여한다. 1983년부터 선정된 영화들이 연례 시상식에서 BAFTA 각색상을 수상했다.
다음 목록에서 금색 배경의 굵은 글씨로 표시된 제목과 이름은 각각 수상작과 수상자이며, 굵은 글씨가 아닌 제목과 이름은 나머지 후보작이다. 수상작은 각 부문에서 가장 먼저 나열된 작품이다.

## 역사
영국 영화 텔레비전 예술 아카데미(BAFTA) 각색상은 1968년부터 수상자에게 수여되었는데, 이 해에 원래 부문(영국 아카데미 각본상)이 각색상과 영국 아카데미 오리지널 각본상이라는 두 개의 상으로 나뉘었다.
크리스토퍼 햄프턴과 피터 스트로언은 각각 두 번의 수상으로 이 부문 최다 수상 기록을 보유하고 있다. 로널드 하우드, 루스 프라워 자브발라, 에릭 로스 및 에런 소킨은 각각 4회로 이 부문 최다 후보 지명 기록을 가지고 있다.

## 수상자와 후보자

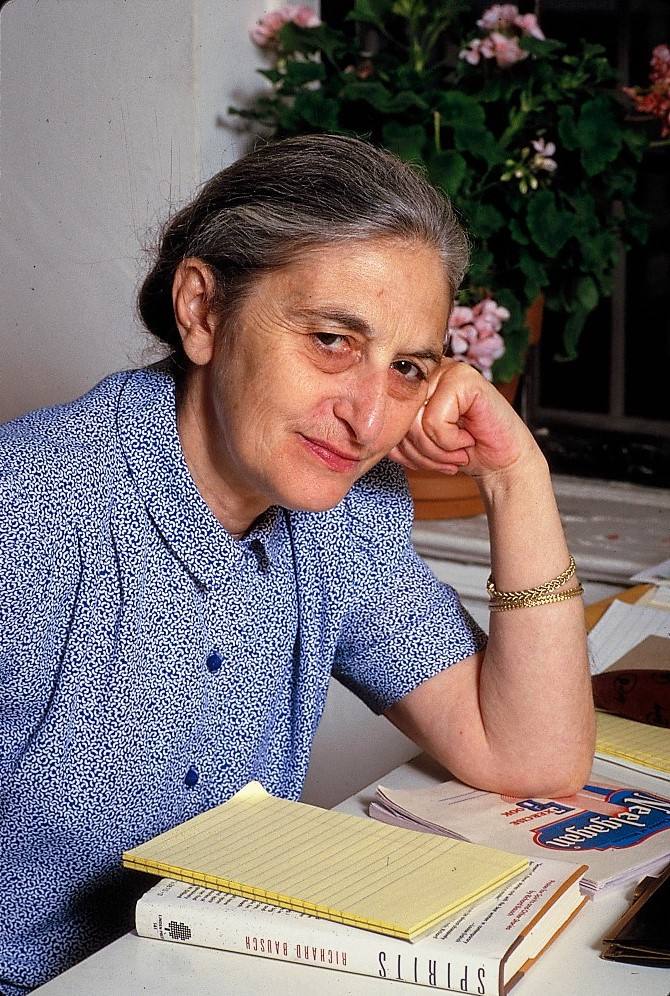
루스 프라워 자브발라는 인도에서 생긴 일 (1983)로 수상했다

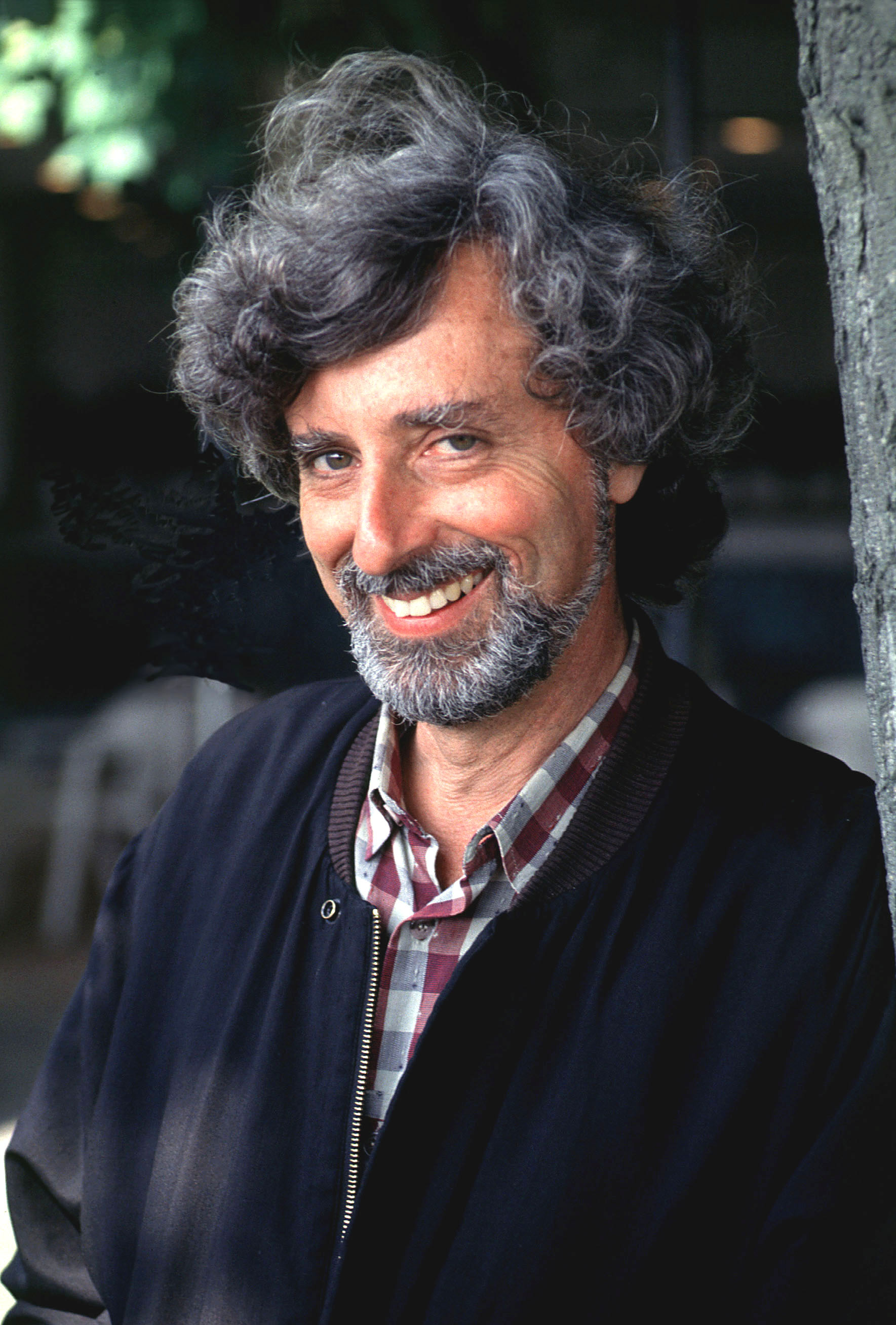
필립 코프먼은 프라하의 봄 (1988)으로 수상했다

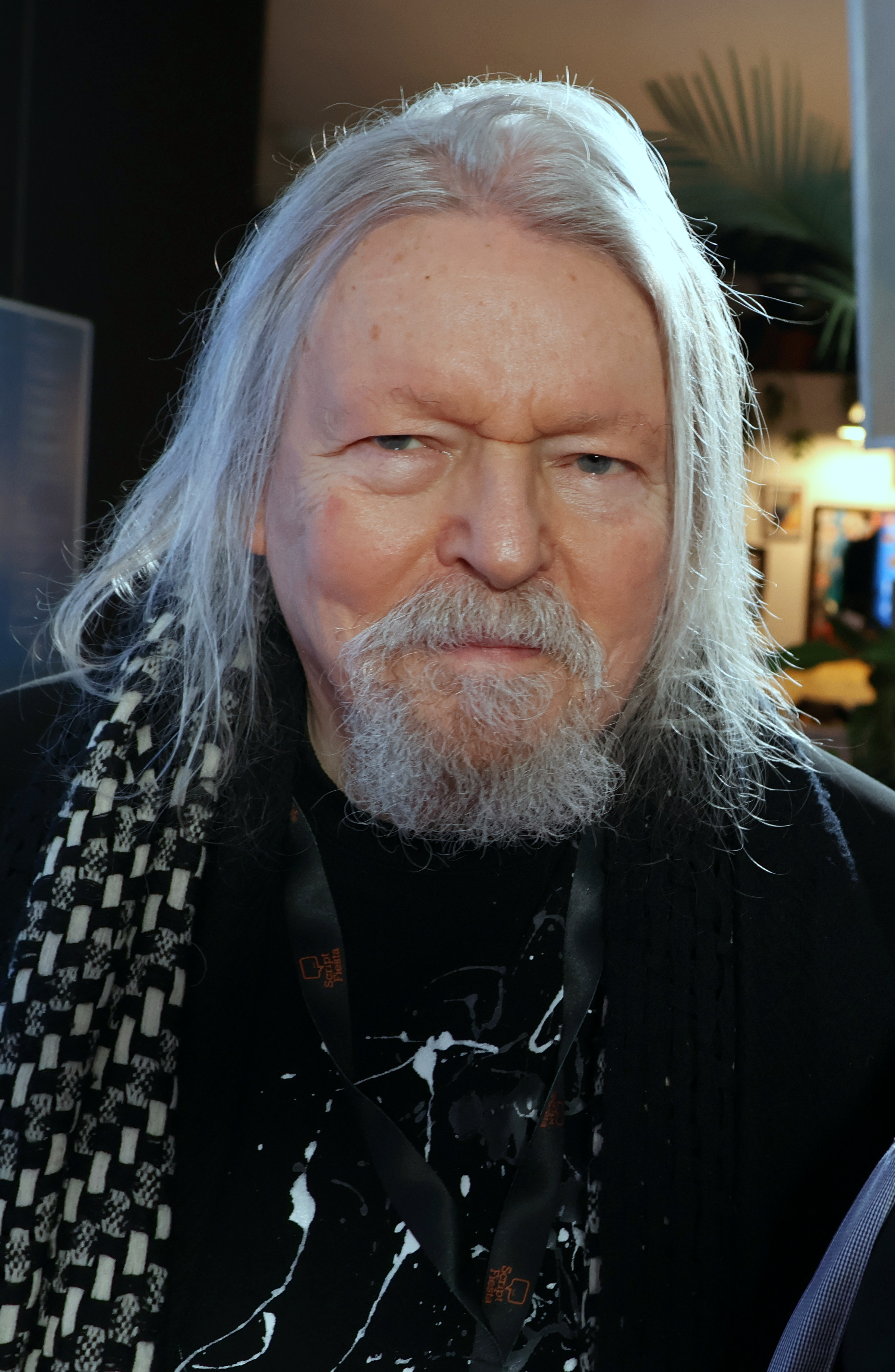
크리스토퍼 햄프턴은 위험한 관계 (1987)와 더 파더 (2020)로 두 번 수상했다

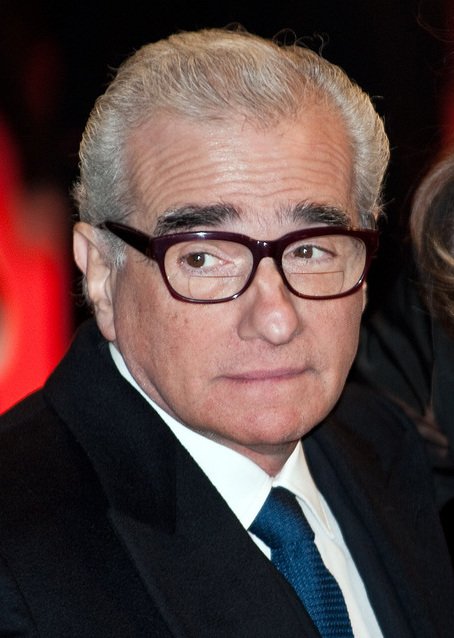
마틴 스코세이지는 좋은 친구들 (1990)로 수상했다

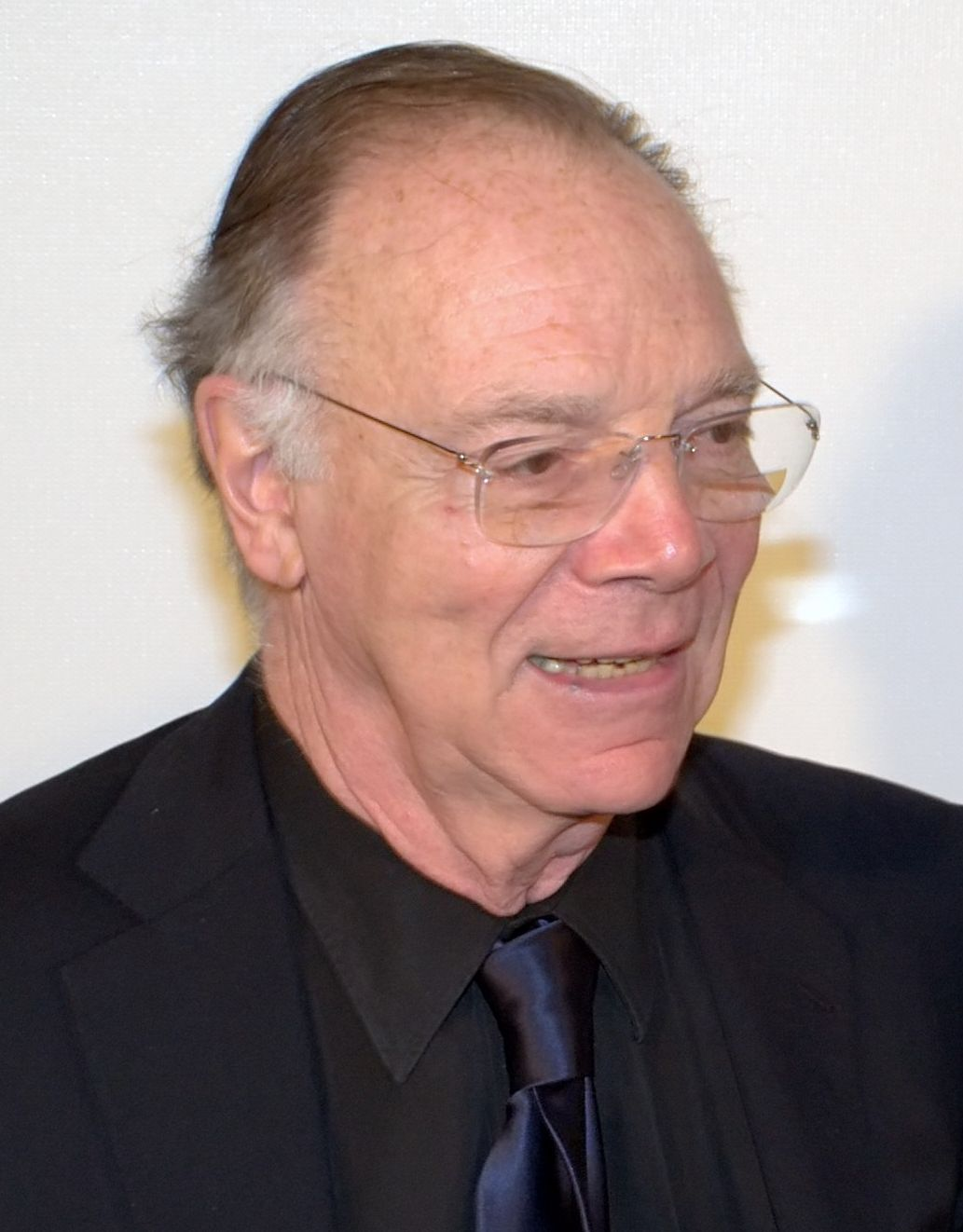
니콜라스 필레기는 좋은 친구들 (1990)로 수상했다

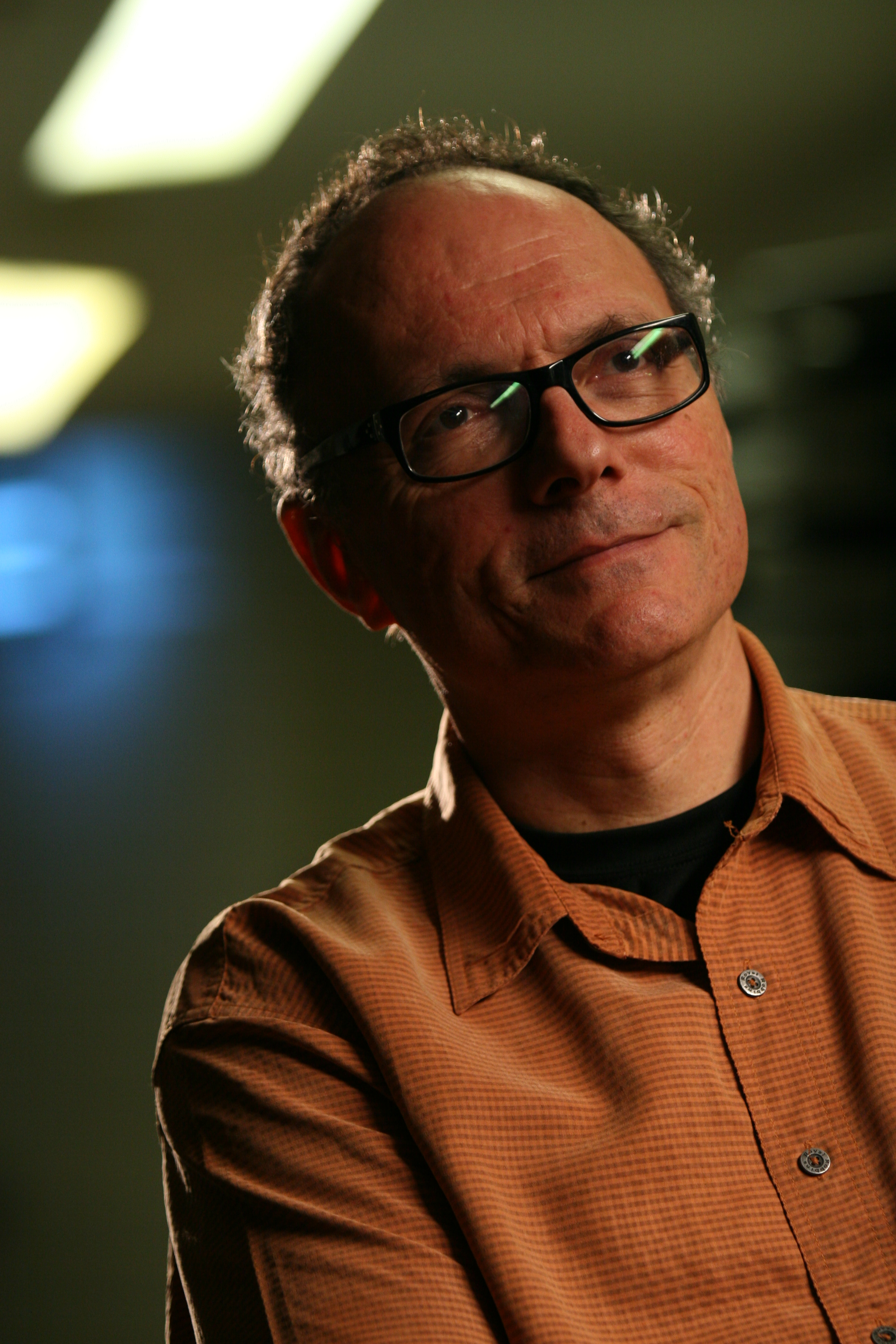
마이클 톨킨은 플레이어 (1992)로 수상했다

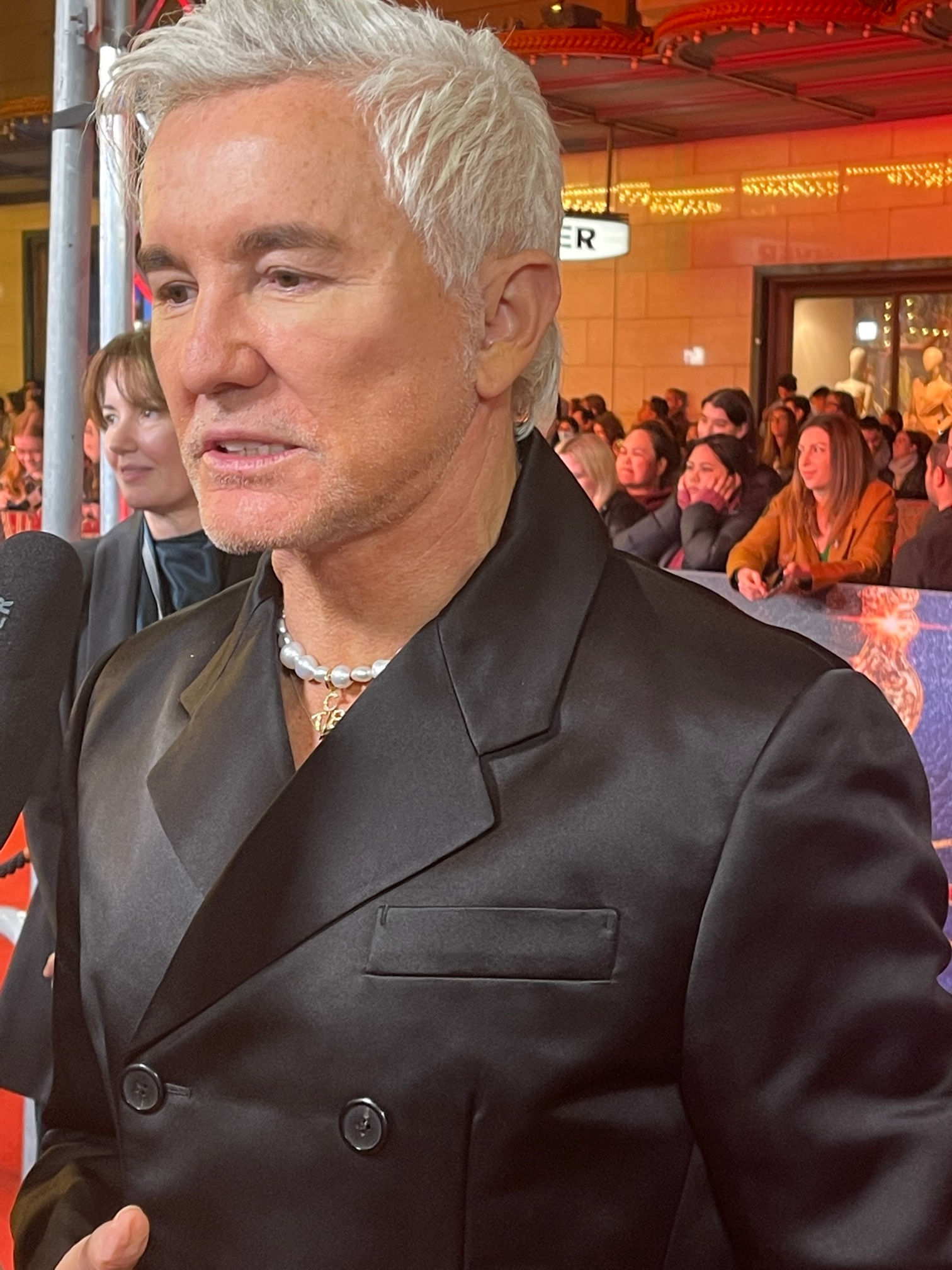
배즈 루어먼은 로미오와 줄리엣 (1997)으로 수상했다

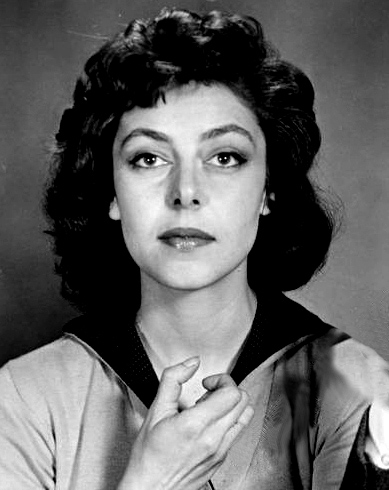
일레인 메이는 프라이머리 컬러스 (1998)로 수상했다

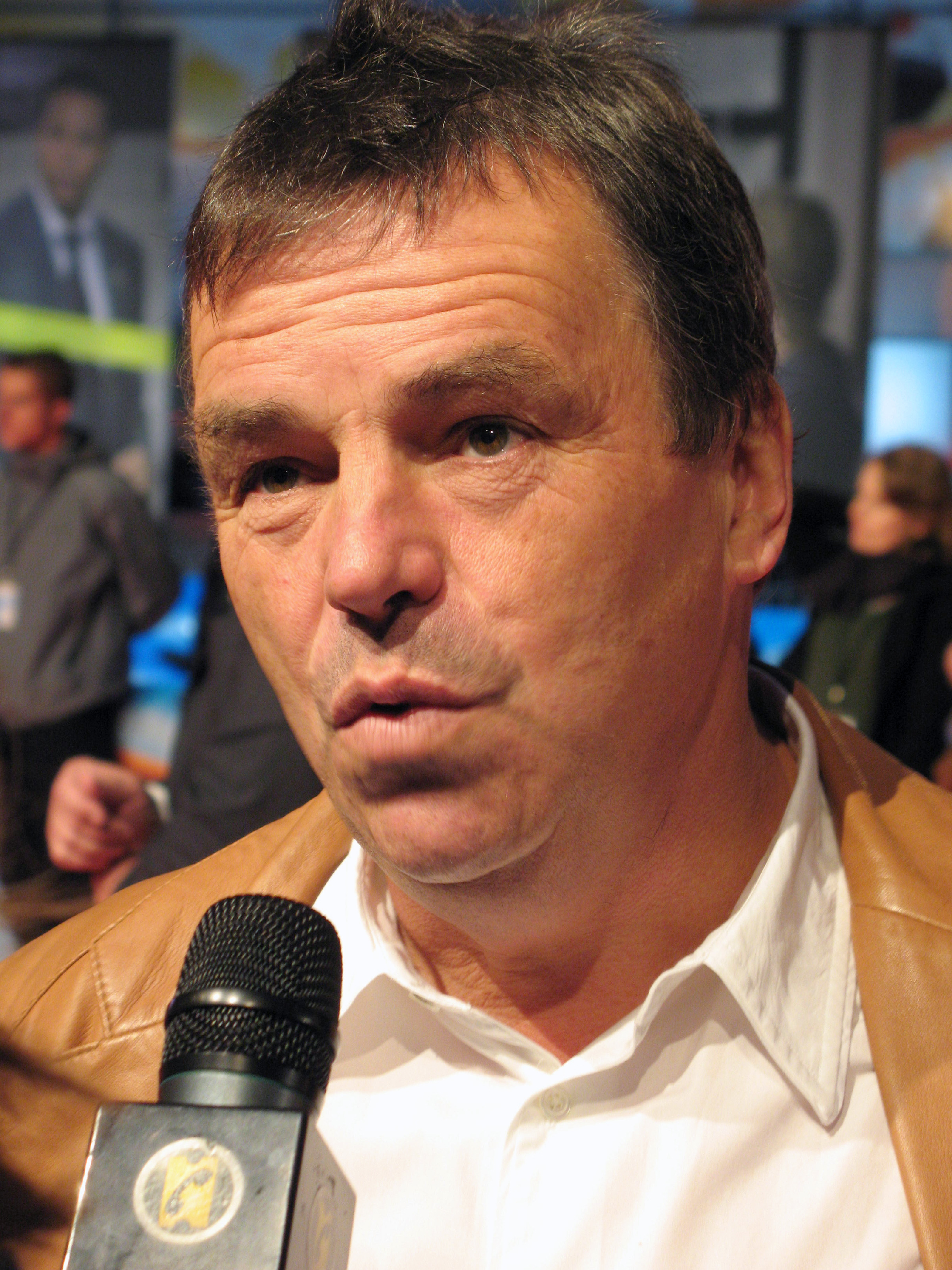
닐 조던은 사랑의 슬픔 애수 (1999)로 수상했다

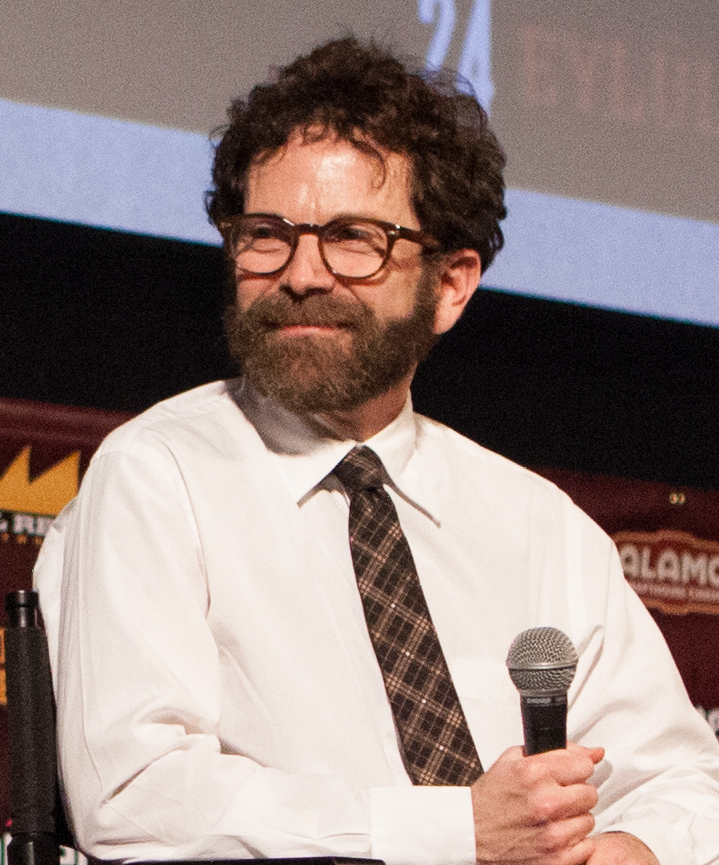
찰리 코프먼은 어댑테이션 (2002)로 수상했다

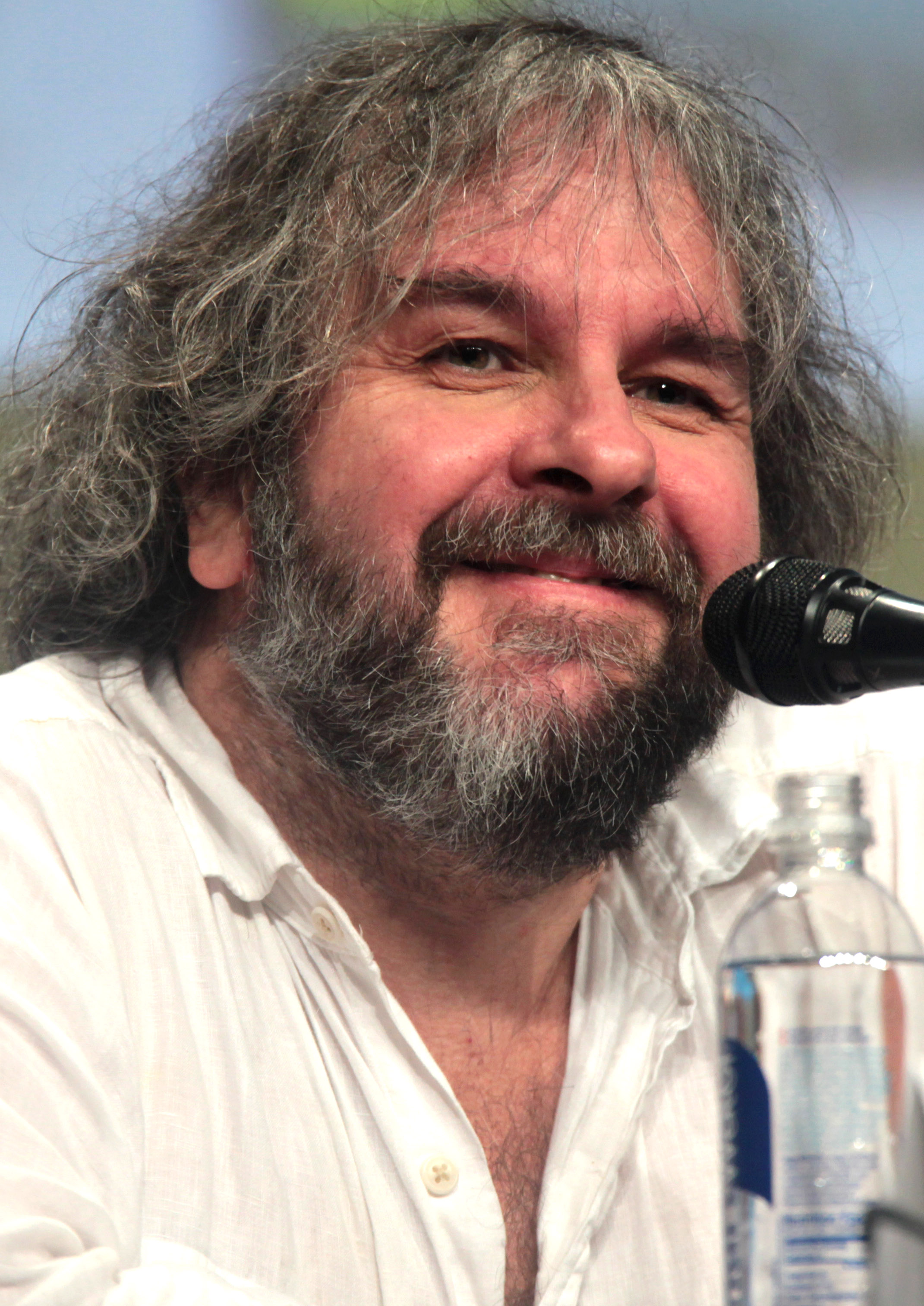
피터 잭슨은 반지의 제왕: 왕의 귀환 (2003)으로 수상했다

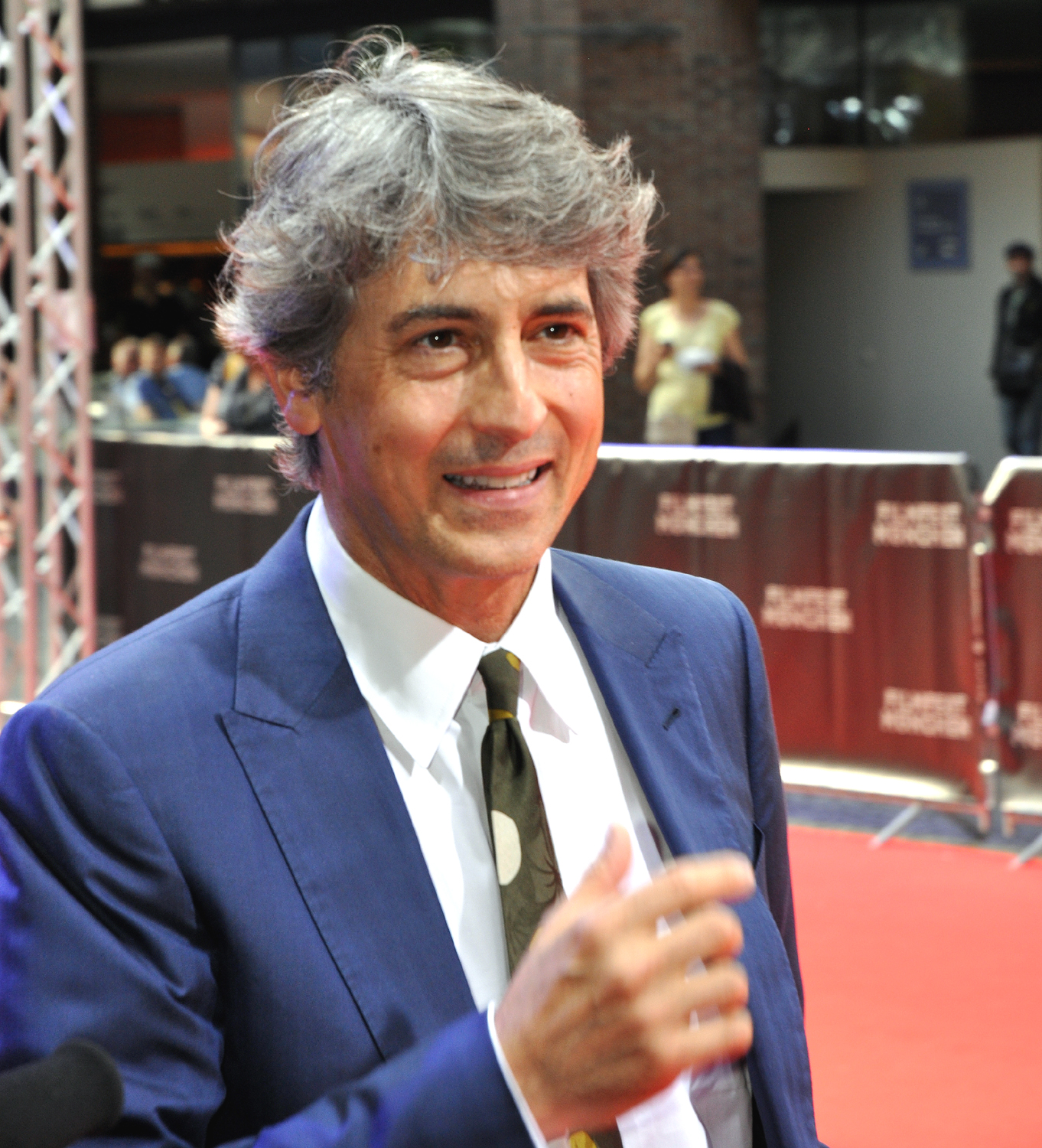
알렉산더 페인은 사이드웨이 (2004)로 수상했다

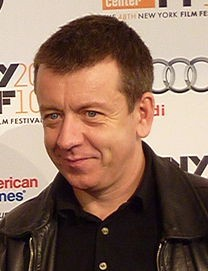
피터 모건은 라스트 킹 (2005)으로 수상했다

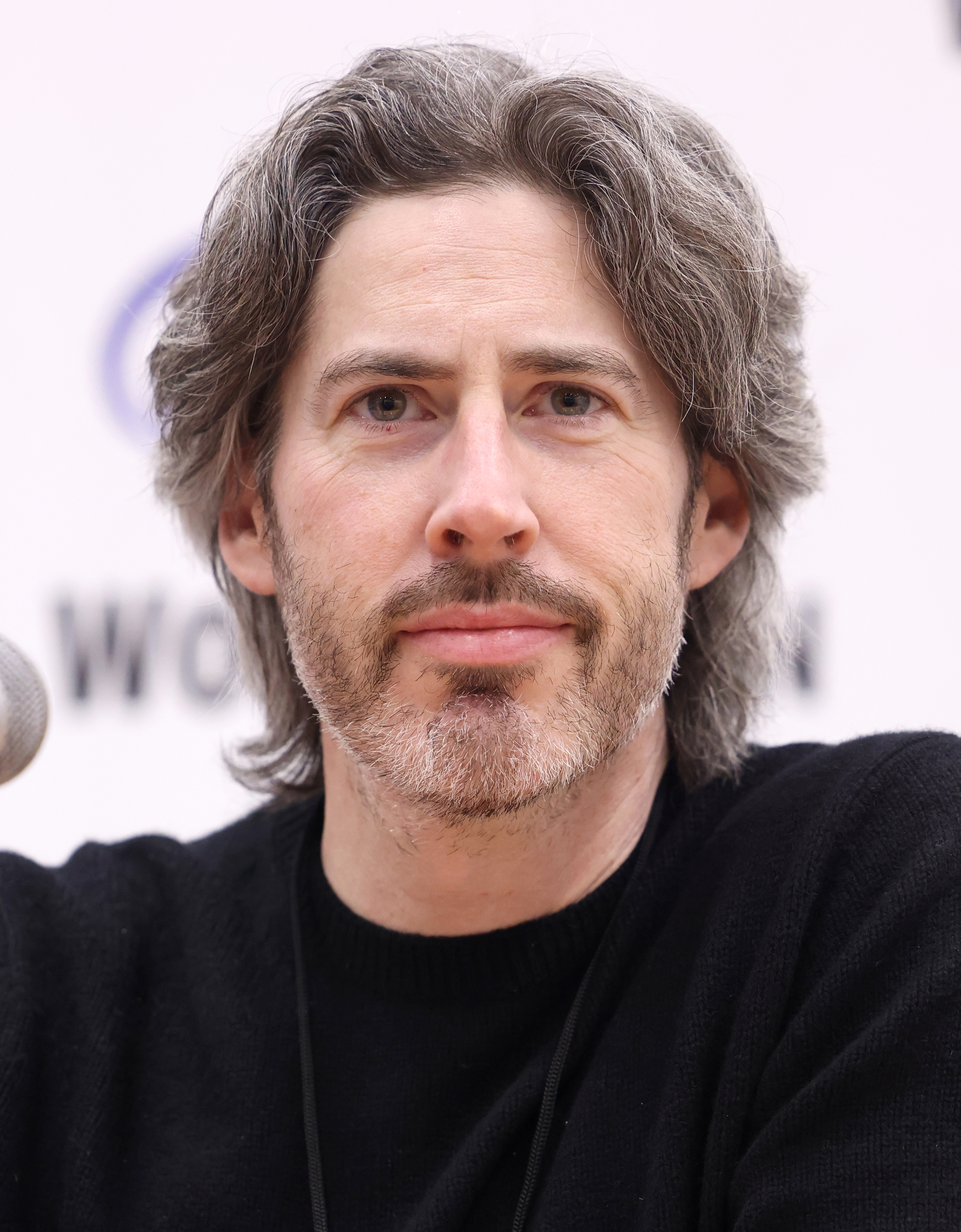
제이슨 라이트먼은 인 디 에어 (2009)로 수상했다

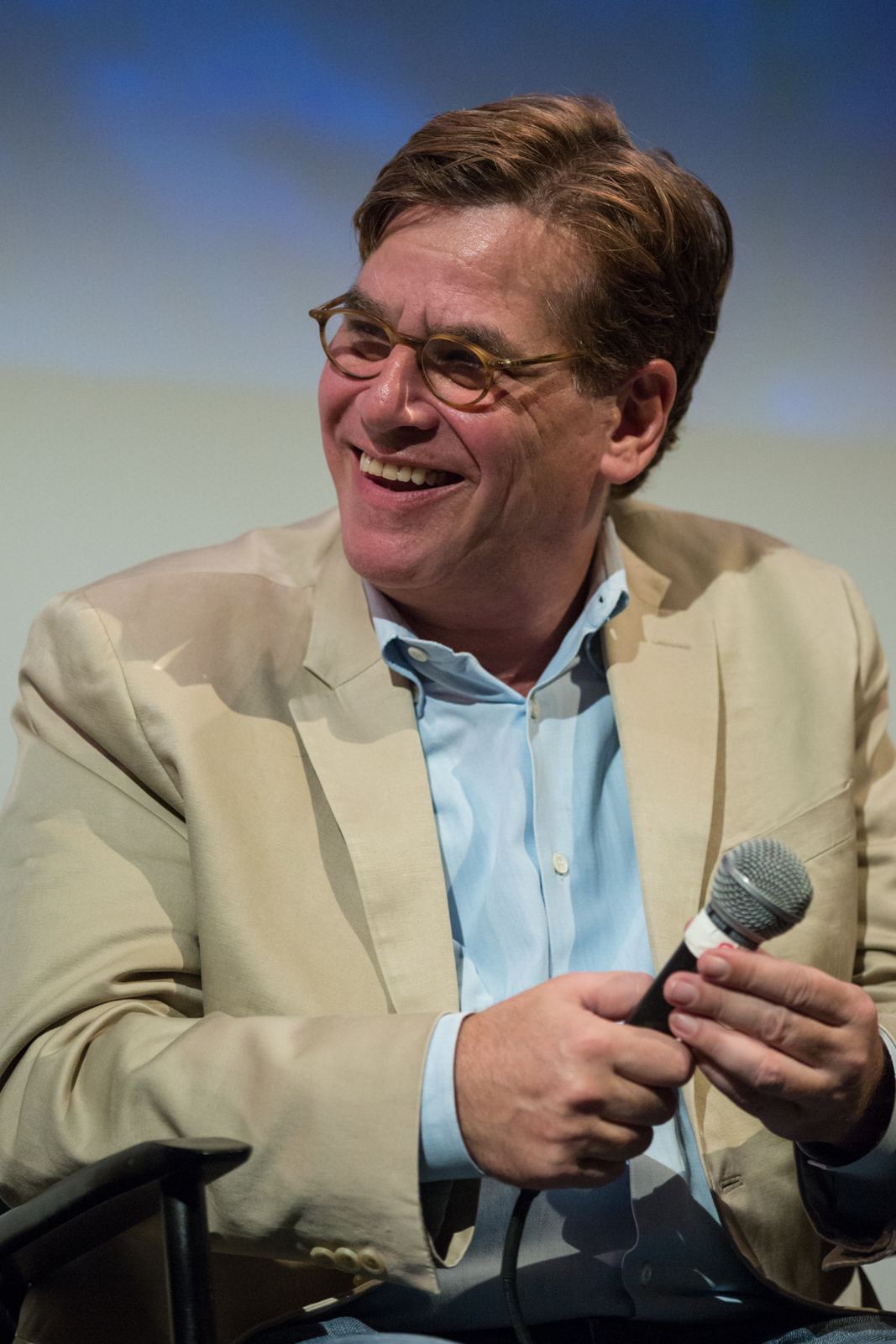
에런 소킨은 소셜 네트워크 (2010)로 수상했다

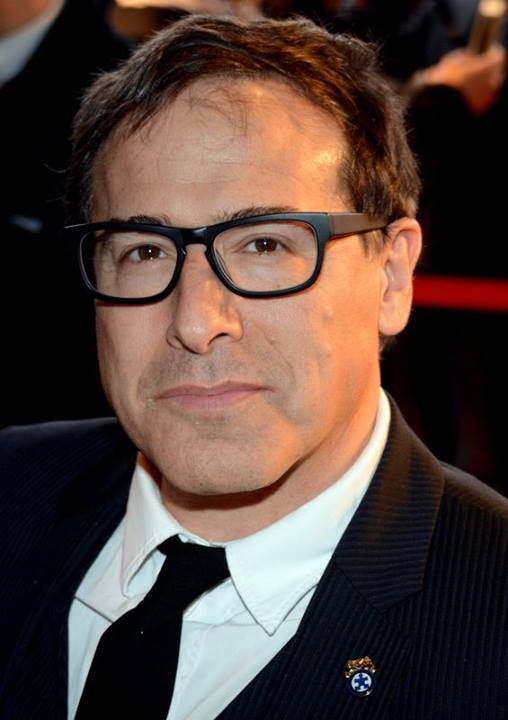
데이비드 O. 러셀은 실버라이닝 플레이북 (2012)으로 수상했다

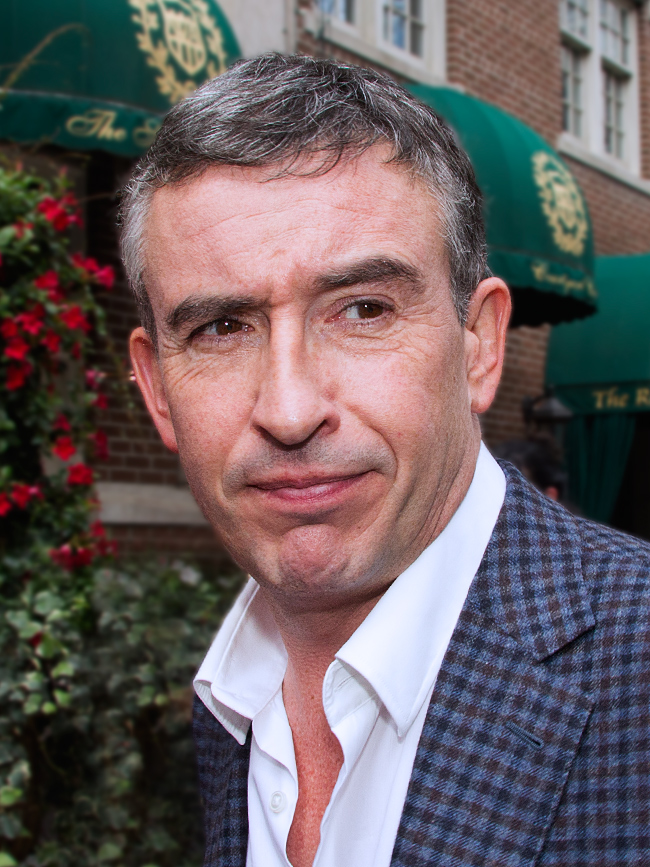
스티브 쿠건은 필로미나의 기적 (2013)으로 수상했다

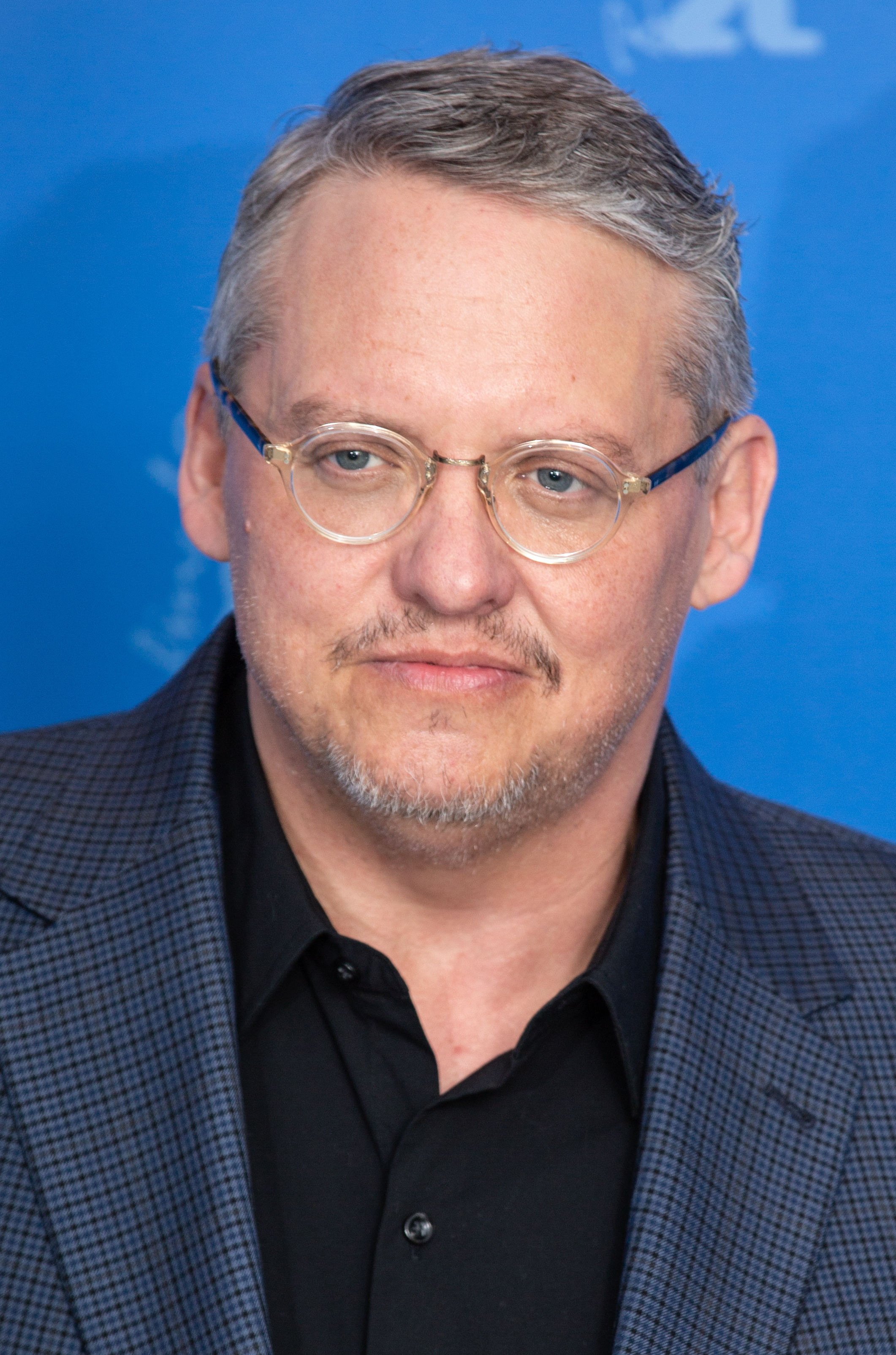
애덤 매케이는 빅쇼트 (2015)로 수상했다

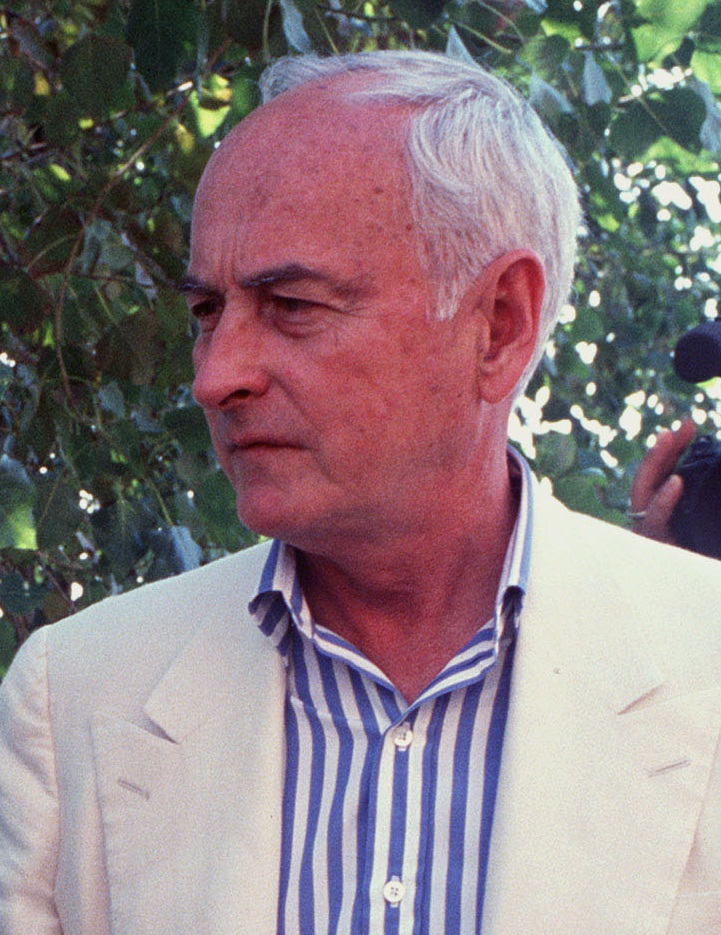
제임스 아이보리는 콜 미 바이 유어 네임 (2017)으로 수상했다

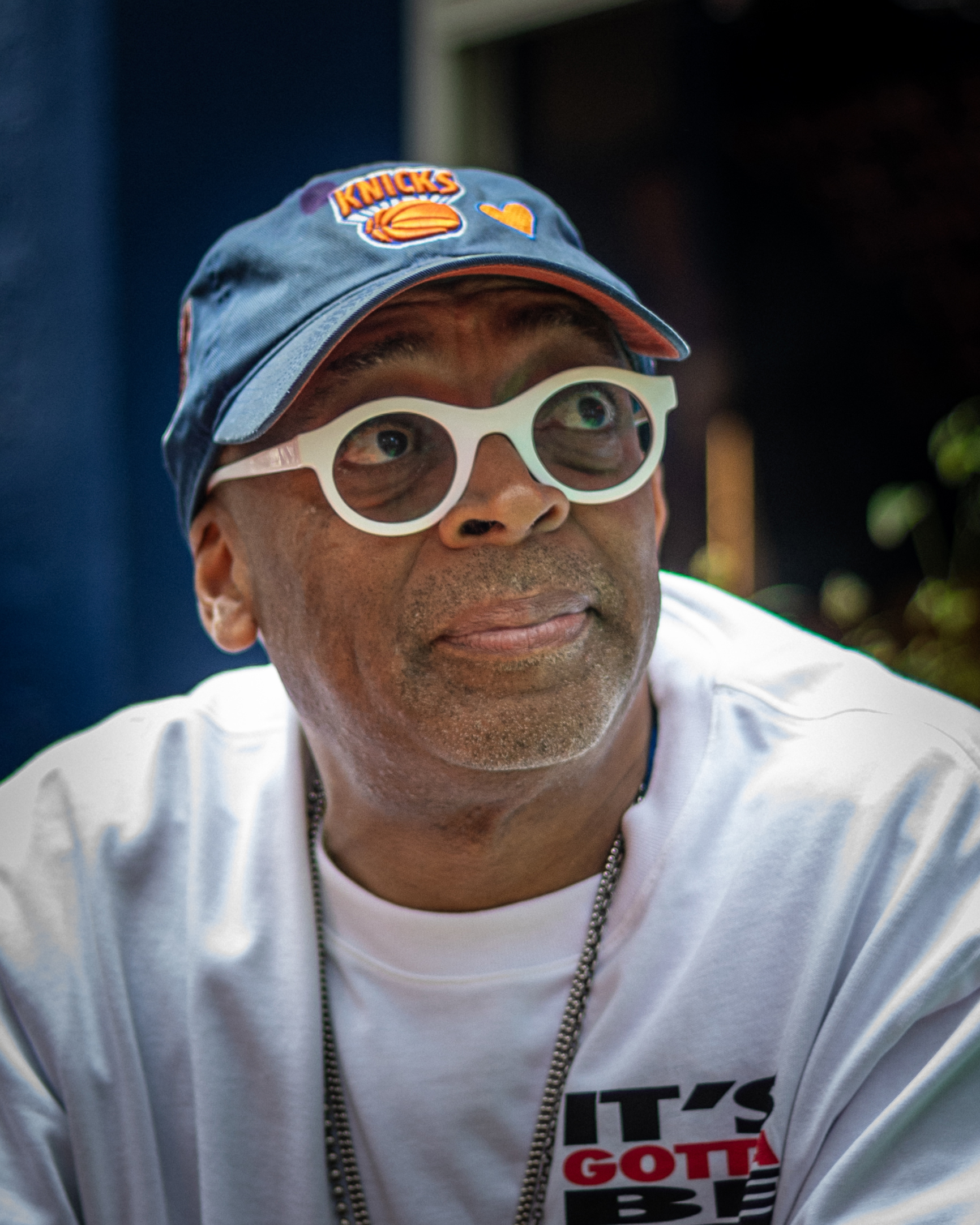
스파이크 리는 블랙클랜스맨 (2018)으로 수상했다

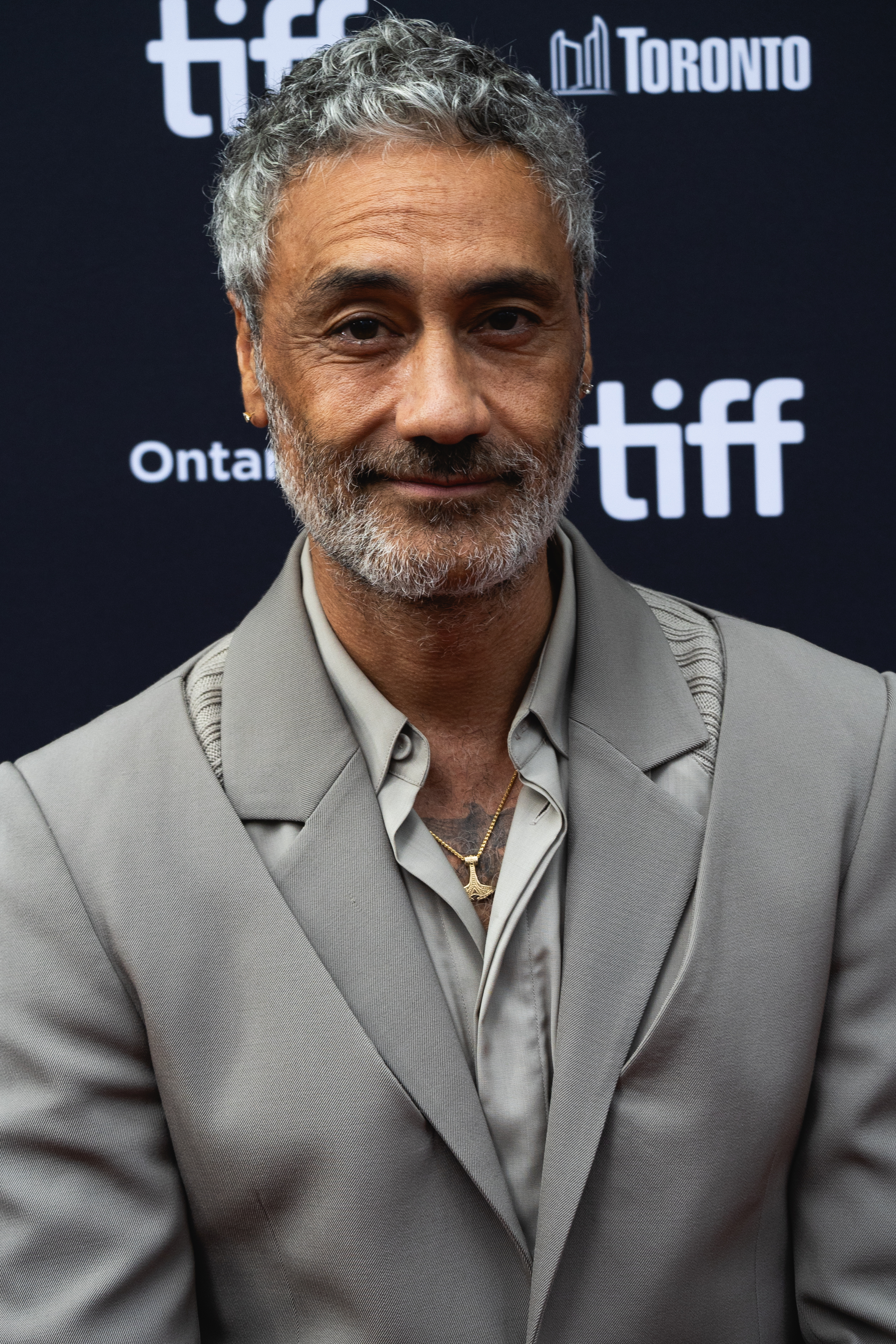
타이카 와이티티는 조조 래빗 (2018)으로 수상했다

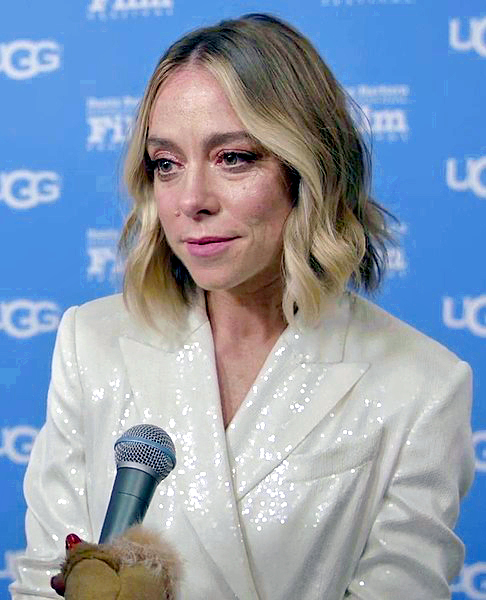
샨 헤이더는 코다 (2021)로 수상했다

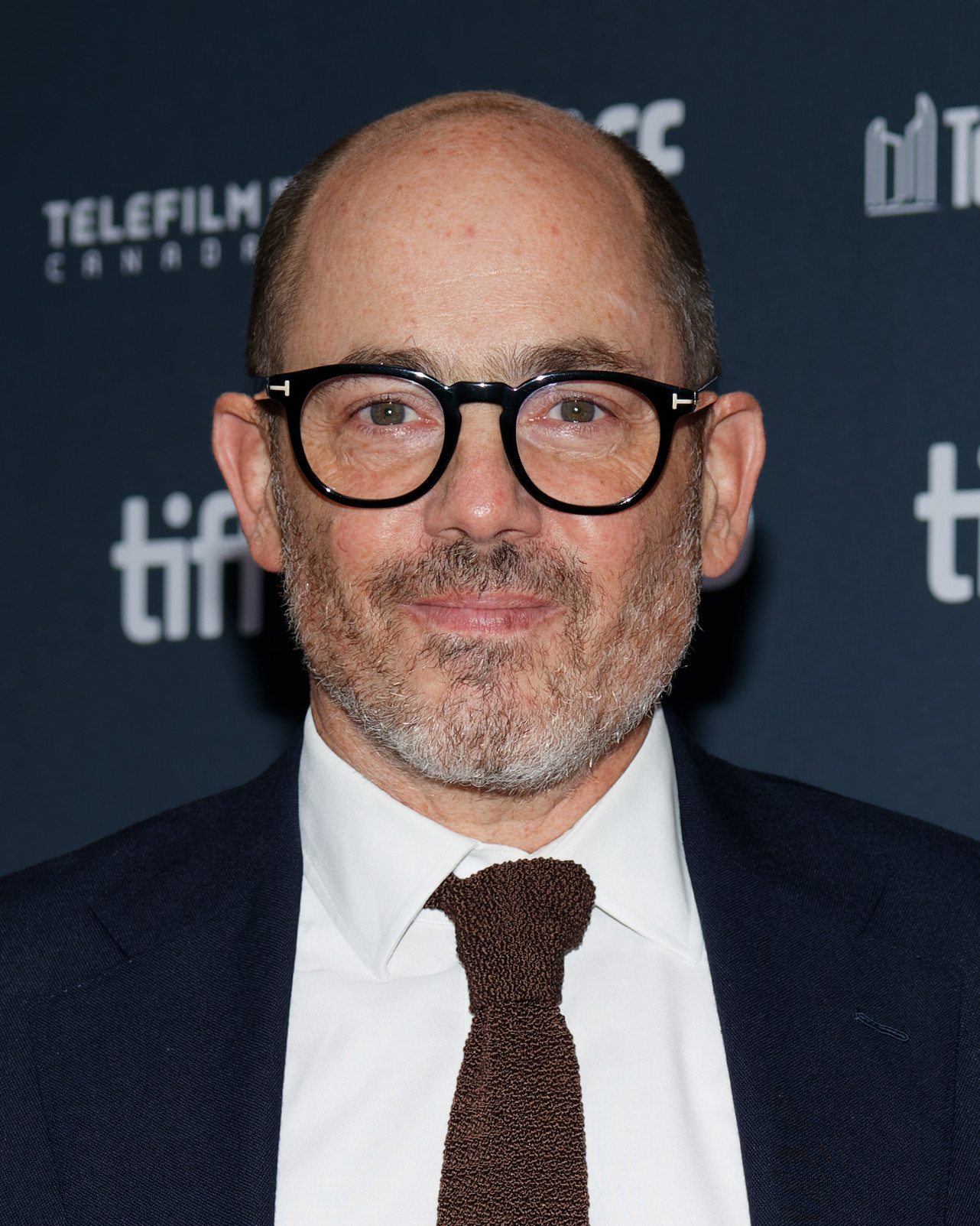
에드바르트 베르거는 서부 전선 이상 없다 (2022)로 수상했다

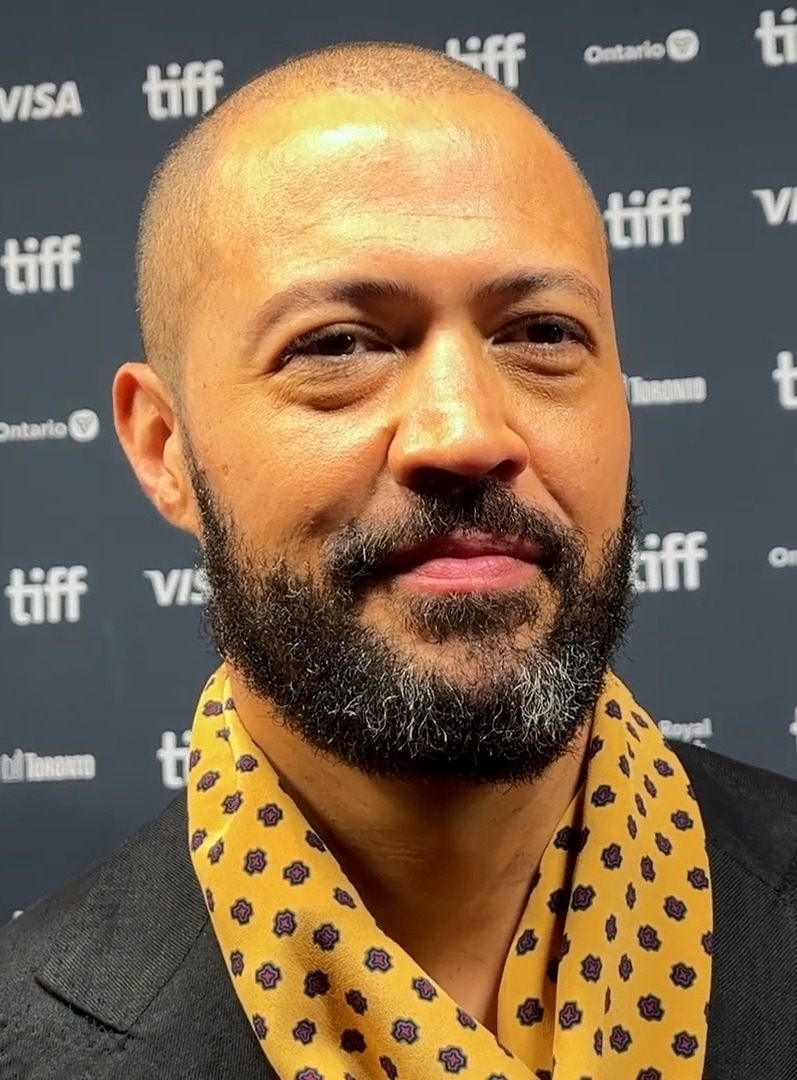
코드 제퍼슨은 아메리칸 픽션 (2023)으로 수상했다

### 1980년대
| 연도        | 영화                      | 후보자                                      |
| ----------- | ------------------------- | ------------------------------------------- |
| 1983 (37회) | 인도에서 생긴 일          | 루스 프라워 자브발라                        |
| 1983 (37회) | 배신                      | 해럴드 핀터                                 |
| 1983 (37회) | 리타 길들이기             | 윌리 러셀                                   |
| 1983 (37회) | 투씨                      | 래리 겔바트, 머리 시스걸                    |
| 1984 (38회) | 킬링필드                  | 브루스 로빈슨                               |
| 1984 (38회) | 어나더 컨트리             | 줄리안 미첼                                 |
| 1984 (38회) | 멋진 드레서               | 로널드 하우드                               |
| 1984 (38회) | 파리, 텍사스              | 샘 셰퍼드                                   |
| 1985 (39회) | 프리찌스 오너             | 리처드 콘돈, 재닛 로치                      |
| 1985 (39회) | 아마데우스                | 피터 섀퍼                                   |
| 1985 (39회) | 인도로 가는 길            | 데이비드 린                                 |
| 1985 (39회) | 슈팅 파티                 | 줄리안 본드                                 |
| 1986 (40회) | 아웃 오브 아프리카        | 커트 루엣케                                 |
| 1986 (40회) | 작은 신의 아이들          | 헤스퍼 앤더슨, 마크 메도프                  |
| 1986 (40회) | 컬러 퍼플                 | 멘노 마이제스                               |
| 1986 (40회) | 란                        | 마사토 이데, 구로사와 아키라, 히데오 오구니 |
| 1986 (40회) | 전망 좋은 방              | 루스 프라워 자브발라                        |
| 1987 (41회) | 마농의 샘                 | 클로드 베리, 제라르 브라슈                  |
| 1987 (41회) | 84번가의 연인             | 휴 휘트모어                                 |
| 1987 (41회) | 작은 도릿                 | 크리스틴 에드자드                           |
| 1987 (41회) | 프릭 업 유어 이어스       | 앨런 베넷                                   |
| 1988 (42회) | 프라하의 봄               | 장클로드 카리에르, 필립 코프먼              |
| 1988 (42회) | 바베트의 만찬             | 가브리엘 악셀                               |
| 1988 (42회) | 태양의 제국               | 톰 스토파드                                 |
| 1988 (42회) | 누가 로저 래빗을 모함했나 | 제프리 프라이스, 피터 S. 시먼               |
| 1989 (43회) | 위험한 관계               | 크리스토퍼 햄프턴                           |
| 1989 (43회) | 우연한 방문객             | 프랭크 갤러티, 로런스 캐즈던                |
| 1989 (43회) | 나의 왼발                 | 셰인 코너턴, 짐 셰리던                      |
| 1989 (43회) | 여자의 이별               | 윌리 러셀                                   |

### 1990년대
| 연도        | 영화                 | 후보자                                                                                |
| ----------- | -------------------- | ------------------------------------------------------------------------------------- |
| 1990 (44회) | 좋은 친구들          | 니콜라스 필레기, 마틴 스코세이지                                                      |
| 1990 (44회) | 7월 4일생            | 론 코빅, 올리버 스톤                                                                  |
| 1990 (44회) | 드라이빙 미스 데이지 | 앨프레드 유어리                                                                       |
| 1990 (44회) | 헐리웃 스토리        | 캐리 피셔                                                                             |
| 1990 (44회) | 장미의 전쟁          | 마이클 J. 리슨                                                                        |
| 1991 (45회) | 커미트먼트           | 딕 클레멘트, 로디 도일, 이언 라 프레네                                                |
| 1991 (45회) | 시라노               | 장클로드 카리에르, 장폴 라프노                                                        |
| 1991 (45회) | 늑대와 춤을          | 마이클 블레이크                                                                       |
| 1991 (45회) | 양들의 침묵          | 테드 탤리                                                                             |
| 1992 (46회) | 플레이어             | 마이클 톨킨                                                                           |
| 1992 (46회) | 하워즈 엔드          | 루스 프라워 자브발라                                                                  |
| 1992 (46회) | JFK                  | 재커리 스클라, 올리버 스톤                                                            |
| 1992 (46회) | 댄싱 히어로          | 배즈 루어먼, 크레이그 피어스                                                          |
| 1993 (47회) | 쉰들러 리스트        | 스티븐 제일리언                                                                       |
| 1993 (47회) | 아버지의 이름으로    | 테리 조지, 짐 셰리던                                                                  |
| 1993 (47회) | 남아있는 나날        | 루스 프라워 자브발라                                                                  |
| 1993 (47회) | 샤도우랜드           | 윌리엄 니컬슨                                                                         |
| 1993 (47회) | 여인의 향기          | 보 골드먼                                                                             |
| 1994 (48회) | 퀴즈 쇼              | 폴 아타나시오                                                                         |
| 1994 (48회) | 브라우닝 버전        | 로널드 하우드                                                                         |
| 1994 (48회) | 포레스트 검프        | 에릭 로스                                                                             |
| 1994 (48회) | 조이 럭 클럽         | 로널드 배스, 에이미 탄                                                                |
| 1994 (48회) | 세 가지 색: 레드     | 크쥐시토프 키에슬로프스키, 크쥐시토프 피에시비츠                                      |
| 1995 (49회) | 트레인스포팅         | 존 호지                                                                               |
| 1995 (49회) | 꼬마돼지 베이브      | 조지 밀러, 크리스 눈안                                                                |
| 1995 (49회) | 라스베가스를 떠나며  | 마이크 피기스                                                                         |
| 1995 (49회) | 조지 왕의 광기       | 앨런 베넷                                                                             |
| 1995 (49회) | 일 포스티노          | 안나 파비냐노, 마이클 래드퍼드, 푸리오 스카르펠리, 자코모 스카르펠리, 마시모 트로이시 |
| 1995 (49회) | 센스 앤 센서빌리티   | 엠마 톰슨                                                                             |
| 1996 (50회) | 잉글리쉬 페이션트    | 앤서니 밍겔라                                                                         |
| 1996 (50회) | 크루서블             | 아서 밀러                                                                             |
| 1996 (50회) | 에비타               | 앨런 파커, 올리버 스톤                                                                |
| 1996 (50회) | 리차드 3세           | 리처드 롱크레인, 이언 매켈런                                                          |
| 1997 (51회) | 로미오와 줄리엣      | 배즈 루어먼, 크레이그 피어스                                                          |
| 1997 (51회) | 아이스 스톰          | 제임스 샤무스                                                                         |
| 1997 (51회) | LA 컨피덴셜          | 커티스 핸슨, 브라이언 헬걸런드                                                        |
| 1997 (51회) | 도브                 | 호세인 아미니                                                                         |
| 1998 (52회) | 프라이머리 컬러스    | 일레인 메이                                                                           |
| 1998 (52회) | 힐러리와 재키        | 프랭크 코트렐 보이스                                                                  |
| 1998 (52회) | 작은 목소리          | 마크 허먼                                                                             |
| 1998 (52회) | 왝 더 독             | 힐러리 헨킨, 데이비드 매밋                                                            |
| 1999 (53회) | 사랑의 슬픔 애수     | 닐 조던                                                                               |
| 1999 (53회) | 우리는 파키스탄인    | 아유브 칸 딘                                                                          |
| 1999 (53회) | 이상적인 남편        | 올리버 파커                                                                           |
| 1999 (53회) | 리플리               | 앤서니 밍겔라                                                                         |

### 2000년대
| 연도        | 영화                             | 후보자                                                     |
| ----------- | -------------------------------- | ---------------------------------------------------------- |
| 2000 (54회) | 트래픽                           | 스티븐 개건                                                |
| 2000 (54회) | 초콜렛                           | 로버트 넬슨 제이콥스                                       |
| 2000 (54회) | 와호장룡                         | 제임스 샤무스, 왕후이링, 차이궈룽                          |
| 2000 (54회) | 사랑도 리콜이 되나요             | 존 큐색, D. V. 데빈센티스, 스티브 핑크, 스콧 로젠버그      |
| 2000 (54회) | 원더 보이스                      | 스티브 클로브스                                            |
| 2001 (55회) | 슈렉                             | 테드 엘리엇, 테리 로시오, 로저 S. H. 슐먼, 조 스틸먼       |
| 2001 (55회) | 뷰티풀 마인드                    | 아키바 골즈먼                                              |
| 2001 (55회) | 브리짓 존스의 일기               | 리처드 커티스, 앤드루 데이비스, 헬렌 필딩                  |
| 2001 (55회) | 아이리스                         | 리처드 에어, 찰스 우드                                     |
| 2001 (55회) | 반지의 제왕: 반지 원정대         | 필리파 보옌스, 피터 잭슨, 프랜 월시                        |
| 2002 (56회) | 어댑테이션.                      | 찰리 코프먼과 도널드 코프먼                                |
| 2002 (56회) | 어바웃 어 보이                   | 피터 헤지스, 크리스 와이츠, 폴 와이츠                      |
| 2002 (56회) | 캐치 미 이프 유 캔               | 제프 네이선슨                                              |
| 2002 (56회) | 디 아워스                        | 데이비드 헤어                                              |
| 2002 (56회) | 피아니스트                       | 로널드 하우드                                              |
| 2003 (57회) | 반지의 제왕: 왕의 귀환           | 필리파 보옌스, 피터 잭슨, 프랜 월시                        |
| 2003 (57회) | 빅 피쉬                          | 존 오거스트                                                |
| 2003 (57회) | 콜드 마운틴                      | 앤서니 밍겔라                                              |
| 2003 (57회) | 진주 귀걸이를 한 소녀            | 올리비아 헤트리드                                          |
| 2003 (57회) | 미스틱 리버                      | 브라이언 헬걸런드                                          |
| 2004 (58회) | 사이드웨이                       | 알렉산더 페인, 짐 테일러                                   |
| 2004 (58회) | 코러스                           | 크리스토프 바라티에, 필리프 로페즈 퀴발                    |
| 2004 (58회) | 클로저                           | 패트릭 마버                                                |
| 2004 (58회) | 네버랜드를 찾아서                | 데이비드 매기                                              |
| 2004 (58회) | 모터싸이클 다이어리              | 호세 리베라                                                |
| 2005 (59회) | 브로크백 마운틴                  | 래리 맥머트리, 다이애나 오사나                             |
| 2005 (59회) | 카포티                           | 댄 퓨터먼                                                  |
| 2005 (59회) | 콘스탄트 가드너                  | 제프리 케인                                                |
| 2005 (59회) | 폭력의 역사                      | 조쉬 올슨                                                  |
| 2005 (59회) | 오만과 편견                      | 데보라 모가치                                              |
| 2006 (60회) | 라스트 킹                        | 제러미 브록, 피터 모건                                     |
| 2006 (60회) | 007 카지노 로얄                  | 폴 해기스, 닐 퍼비스, 로버트 웨이드                        |
| 2006 (60회) | 디파티드                         | 윌리엄 모나한                                              |
| 2006 (60회) | 악마는 프라다를 입는다           | 알린 브로쉬 매키나                                         |
| 2006 (60회) | 노트 온 스캔들                   | 패트릭 마버                                                |
| 2007 (61회) | 잠수종과 나비                    | 로널드 하우드                                              |
| 2007 (61회) | 어톤먼트                         | 크리스토퍼 햄프턴                                          |
| 2007 (61회) | 연을 쫓는 아이                   | 데이비드 베니오프                                          |
| 2007 (61회) | 노인을 위한 나라는 없다          | 조엘 코언과 이선 코언                                      |
| 2007 (61회) | 데어 윌 비 블러드                | 폴 토머스 앤더슨                                           |
| 2008 (62회) | 슬럼독 밀리어네어                | 사이먼 보포이                                              |
| 2008 (62회) | 벤자민 버튼의 시간은 거꾸로 간다 | 에릭 로스                                                  |
| 2008 (62회) | 프로스트 VS 닉슨                 | 피터 모건                                                  |
| 2008 (62회) | 더 리더: 책 읽어주는 남자        | 데이비드 헤어                                              |
| 2008 (62회) | 레볼루셔너리 로드                | 저스틴 헤이시                                              |
| 2009 (63회) | 인 디 에어                       | 제이슨 라이트먼, 셸던 터너                                 |
| 2009 (63회) | 디스트릭트 9                     | 닐 블롬캠프, 테리 태철                                     |
| 2009 (63회) | 언 애듀케이션                    | 닉 혼비                                                    |
| 2009 (63회) | 인 더 루프                       | 사이먼 블랙웰, 제시 암스트롱, 아르만도 이아누치, 토니 로체 |
| 2009 (63회) | 프레셔스                         | 제프리 S. 플레처                                           |

### 2010년대
| 연도        | 영화                                 | 후보자                                                   |
| ----------- | ------------------------------------ | -------------------------------------------------------- |
| 2010 (64회) | 소셜 네트워크                        | 에런 소킨                                                |
| 2010 (64회) | 127 시간                             | 대니 보일, 사이먼 보포이                                 |
| 2010 (64회) | 밀레니엄 제1부: 여자를 증오한 남자들 | 라스무스 하이스터버그, 니콜라이 아르셀                   |
| 2010 (64회) | 토이 스토리 3                        | 마이클 안트                                              |
| 2010 (64회) | 더 브레이브                          | 조엘 코언과 이선 코언                                    |
| 2011 (65회) | 팅커 테일러 솔저 스파이              | 브리짓 오코너, 피터 스트로언                             |
| 2011 (65회) | 디센던트                             | 알렉산더 페인, 냇 팩슨, 짐 래시                          |
| 2011 (65회) | 헬프                                 | 테이트 테일러                                            |
| 2011 (65회) | 킹메이커                             | 조지 클루니, 보 윌리몬, 그랜트 헤슬로브                  |
| 2011 (65회) | 머니볼                               | 스티븐 제일리언, 에런 소킨                               |
| 2012 (66회) | 실버라이닝 플레이북                  | 데이비드 O. 러셀                                         |
| 2012 (66회) | 아르고                               | 크리스 테리오                                            |
| 2012 (66회) | 비스트                               | 루시 앨리바, 벤 자이틀린                                 |
| 2012 (66회) | 라이프 오브 파이                     | 데이비드 매기                                            |
| 2012 (66회) | 링컨                                 | 토니 쿠슈너                                              |
| 2013 (67회) | 필로미나의 기적                      | 스티브 쿠건, 제프 포프                                   |
| 2013 (67회) | 노예 12년                            | 존 리들리                                                |
| 2013 (67회) | 쇼를 사랑한 남자                     | 리처드 라그라베네즈                                      |
| 2013 (67회) | 캡틴 필립스                          | 빌리 레이                                                |
| 2013 (67회) | 더 울프 오브 월 스트리트             | 테런스 윈터                                              |
| 2014 (68회) | 사랑에 대한 모든 것                  | 앤서니 매카튼                                            |
| 2014 (68회) | 아메리칸 스나이퍼                    | 제이슨 홀                                                |
| 2014 (68회) | 나를 찾아줘                          | 길리언 플린                                              |
| 2014 (68회) | 이미테이션 게임                      | 그레이엄 무어                                            |
| 2014 (68회) | 패딩턴                               | 폴 킹                                                    |
| 2015 (69회) | 빅쇼트                               | 애덤 매케이, 찰스 랜돌프                                 |
| 2015 (69회) | 브루클린                             | 닉 혼비                                                  |
| 2015 (69회) | 캐롤                                 | 필리스 나지                                              |
| 2015 (69회) | 룸                                   | 엠마 도너휴                                              |
| 2015 (69회) | 스티브 잡스                          | 에런 소킨                                                |
| 2016 (70회) | 라이언                               | 루크 데이비스                                            |
| 2016 (70회) | 컨택트                               | 에릭 하이저러                                            |
| 2016 (70회) | 핵소 고지                            | 앤드루 나이트, 로버트 솅컨                               |
| 2016 (70회) | 히든 피겨스                          | 앨리슨 슈로더, 시어도어 멜피                             |
| 2016 (70회) | 녹터널 애니멀스                      | 톰 포드                                                  |
| 2017 (71회) | 콜 미 바이 유어 네임                 | 제임스 아이보리                                          |
| 2017 (71회) | 스탈린이 죽었다!                     | 아르만도 이아누치, 이언 마틴, 데이비드 슈나이더          |
| 2017 (71회) | 필름스타 인 리버풀                   | 매트 그린핼그                                            |
| 2017 (71회) | 몰리의 게임                          | 에런 소킨                                                |
| 2017 (71회) | 패딩턴 2                             | 사이먼 파너비, 폴 킹                                     |
| 2018 (72회) | 블랙클랜스맨                         | 찰리 와흐텔, 데이비드 래비노위츠, 케빈 윌못, 스파이크 리 |
| 2018 (72회) | 날 용서해줄래요?                     | 니콜 홀러프세너, 제프 위티                               |
| 2018 (72회) | 퍼스트 맨                            | 조시 싱어                                                |
| 2018 (72회) | 빌 스트리트가 말할 수 있다면         | 배리 젱킨스                                              |
| 2018 (72회) | 스타 이즈 본                         | 에릭 로스, 브래들리 쿠퍼, 윌 페터스                      |
| 2019 (73회) | 조조 래빗                            | 타이카 와이티티                                          |
| 2019 (73회) | 아이리시맨                           | 스티븐 제일리언                                          |
| 2019 (73회) | 조커                                 | 토드 필립스, 스콧 실버                                   |
| 2019 (73회) | 작은 아씨들                          | 그레타 거윅                                              |
| 2019 (73회) | 두 교황                              | 앤서니 매카튼                                            |

### 2020년대
| 연도        | 영화                      | 후보자                                                              |
| ----------- | ------------------------- | ------------------------------------------------------------------- |
| 2020 (74회) | 더 파더                   | 크리스토퍼 햄프턴, 플로리앙 젤레르                                  |
| 2020 (74회) | 더 디그                   | 모이라 버피니                                                       |
| 2020 (74회) | 모리타니안                | 로리 헤인즈, 소랍 노시르바니, M.B. 트라벤                           |
| 2020 (74회) | 노매드랜드                | 클로이 자오                                                         |
| 2020 (74회) | 화이트 타이거             | 라민 버라니                                                         |
| 2021 (75회) | 코다                      | 샨 헤이더                                                           |
| 2021 (75회) | 드라이브 마이 카          | 하마구치 류스케, 오에 다카마사                                      |
| 2021 (75회) | 듄                        | 에릭 로스, 존 스페이츠, 드니 빌뇌브                                 |
| 2021 (75회) | 로스트 도터               | 매기 질런홀                                                         |
| 2021 (75회) | 파워 오브 도그            | 제인 캠피언                                                         |
| 2022 (76회) | 서부 전선 이상 없다       | 에드바르트 베르거, 레슬리 패터슨, 이언 스토켈                       |
| 2022 (76회) | 리빙: 어떤 인생           | 가즈오 이시구로                                                     |
| 2022 (76회) | 말없는 소녀               | 콜름 배리드                                                         |
| 2022 (76회) | 그녀가 말했다             | 레베카 렌키에비츠                                                   |
| 2022 (76회) | 더 웨일                   | 새뮤얼 D. 헌터                                                      |
| 2023 (77회) | 아메리칸 픽션             | 코드 제퍼슨                                                         |
| 2023 (77회) | 올 오브 어스 스트레인저스 | 앤드루 헤이그                                                       |
| 2023 (77회) | 오펜하이머                | 크리스토퍼 놀란                                                     |
| 2023 (77회) | 가여운 것들               | 토니 맥나마라                                                       |
| 2023 (77회) | 존 오브 인터레스트        | 조너선 글레이저                                                     |
| 2024 (78회) | 콘클라베                  | 피터 스트로언                                                       |
| 2024 (78회) | 컴플리트 언노운           | 제임스 맨골드, 제이 콕스                                            |
| 2024 (78회) | 에밀리아 페레즈           | 자크 오디아르                                                       |
| 2024 (78회) | 니클의 소년들             | 라멜 로스, 조슬린 반스                                              |
| 2024 (78회) | 씽씽                      | 클린트 벤틀리, 그레그 퀘다, 클래런스 매클린, 존 '디바인 G' 휘트필드 |

## 다수 수상 및 후보
| 수상 횟수 | 각본가            |
| --------- | ----------------- |
| 2         | 크리스토퍼 햄프턴 |
| 2         | 피터 스트로언     |

| 후보 횟수 | 각본가                |
| --------- | --------------------- |
| 4         | 로널드 하우드         |
| 4         | 루스 프라워 자브발라  |
| 4         | 에릭 로스             |
| 4         | 에런 소킨             |
| 3         | 크리스토퍼 햄프턴     |
| 3         | 앤서니 밍겔라         |
| 3         | 올리버 스톤           |
| 3         | 스티븐 제일리언       |
| 2         | 사이먼 보포이         |
| 2         | 앨런 베넷             |
| 2         | 필리파 보옌스         |
| 2         | 장클로드 카리에르     |
| 2         | 조엘 코언과 이선 코언 |
| 2         | 데이비드 헤어         |
| 2         | 브라이언 헬걸런드     |
| 2         | 닉 혼비               |
| 2         | 아르만도 이아누치     |
| 2         | 피터 잭슨             |
| 2         | 폴 킹                 |
| 2         | 배즈 루어먼           |
| 2         | 데이비드 매기         |
| 2         | 앤서니 매카튼         |
| 2         | 패트릭 마버           |
| 2         | 피터 모건             |
| 2         | 알렉산더 페인         |
| 2         | 크레이그 피어스       |
| 2         | 윌리 러셀             |
| 2         | 제임스 샤무스         |
| 2         | 짐 셰리던             |
| 2         | 피터 스트로언         |
| 2         | 프랜 월시             |

## 같이 보기
- 골든 글로브 각본상
- 아카데미 각색상
- AACTA 국제 영화상 각본상
- 크리틱스 초이스 영화상 각색상
- 미국 작가 조합상 각색상